# Echinosaura orcesi
Echinosaura orcesi — вид ящірок родини гімнофтальмових (Gymnophthalmidae). Мешкає в Колумбії і Еквадорі.

## Поширення і екологія
Echinosaura orcesi мешкають на західних схилах Анд в Колумбії (на південь від Вальє-дель-Кауки) та на північному заході Еквадору (Есмеральдас, Карчі). Вони живуть у вологих тропічних лісах, на берегах струмків. Ведуть напівводний спосіб життя.

## Збереження
МСОП класифікує стан збереження цього виду як близький до загрозливого. Echinosaura orcesi загрожує знищення природного середовища.